# Ultra Bra
Ultra Bra (schwedisch, deutsch „ultra gut“) war eine finnische Pop-Gruppe. Sie wurde 1994 von Olli Virtaperko gegründet und brachte bis zu ihrer Auflösung im Jahr 2001 insgesamt vier zum Teil sehr erfolgreiche Studioalben heraus. Wie beinahe alle finnischsprachigen Bands war sie dabei nur innerhalb der Landesgrenzen erfolgreich. 2012 erfolgte für ein Konzert eine Wiedervereinigung der Band.

## Geschichte
Im Jahr 1994 erfuhr Olli Virtaperko über einen Freund von einem Wettbewerb für politische Lieder und entschloss sich, an diesem teilzunehmen. Sein Freund Kerkko Koskinen schrieb mehrere Songs, und gemeinsam rekrutierten sie eine Gruppe von Sängern und Musikern. Die Gruppe gewann den Wettbewerb auf Anhieb mit dem Beitrag Ampukaa komissaarit, nuo hullut koirat (finnisch, deutsch etwa „Erschießt die Kommissare, diese verrückten Hunde!“ – wobei komissaarit sich hier auf die Europäische Kommission bezieht).
Im Sommer 1995 veröffentlichte die Gruppe ihre erste Single, Houkutusten kiihottava maku („Der anregende Geschmack der Versuchung“). Während der Aufnahme dieser Single kam die Band auch auf ihren letztendlichen Namen Ultra Bra, was nicht nur einen Büstenhalter bezeichnen kann, sondern auf Schwedisch auch „ultra gut“ bedeutet. In dieser Zeit herrschte bei den Mitgliedern noch eine hohe Fluktuation, die erst gegen Ende des Jahres in eine erkennbare Bandstruktur übergehen sollte.
1996 erschien das erste Album, Vapaaherran elämää („Das Leben eines Freiherren“). In dieser Zeit baute die Band insbesondere ihren Ruf als Liveband auf und danach weiter aus. 1997 erschien das zweite Album, Kroketti („Croquet“), welches ihr größter Erfolg werden sollte. Insgesamt hielt sich das Album 91 Wochen in den finnischen Top-40, davon 34 Wochen in den Top-10, und war nach Chartpunktewertung das zweiterfolgreichste Album Finnlands nach Keskiviikko von Leevi & The Leavings. Auch drei der größten Singleerfolge, Sinä lähdit pois („Du bist fortgegangen“), Savanni nukahtaa („Die Savanne legt sich zur Ruhe“) und Minä suojelen sinua kaikelta („Ich werde Dich vor allem beschützen“) entstammen diesem Album. Insbesondere Sinä lähdit pois ist dabei zum zu dieser Zeit bekanntesten Lied der Gruppe geworden.
1998 und später noch einmal 2000 trat Ultra Bra beim finnischen Vorausscheid zum Eurovision Song Contest an, konnte sich jedoch beide Male nicht für die Endrunde qualifizieren. Auch zum Soundtrack des finnischen Films Levottomat steuerten sie ein Lied bei.
Das dritte Album, Kalifornia („Kalifornien“) erreichte dann 1999 sogar die Nummer 1 der finnischen Verkaufscharts, in denen es sich über ein halbes Jahr halten konnte. Vor der Veröffentlichung ihres vierten und letzten Studioalbums Vesireittejä (auf Deutsch in etwa „Wasserstraßen“) im Jahr 2001 war das Medieninteresse dann hinreichend groß, dass dieses sich in der ersten Woche auf Platz 1 der Charts setzte und sofort Goldstatus erlangte. Ultra Bra hatten jedoch bereits bei der Aufnahme dieses Albums beschlossen, noch rund ein Jahr lang mit diesem auf Konzerttour zu gehen und dann die Band aufzulösen, um sich anderen Dingen widmen zu können. 2001 veröffentlichten sie noch eine Kompilation aus größten Erfolgen, einigen Raritäten und einigen neuen Liedern Sinä päivänä kun synnyin („An dem Tag, an dem ich geboren wurde“), die erneut Platz 1 der Charts erreichte. Nach einem letzten Konzert am 20. Oktober 2001 löste sich die Band dann auf.
Am 24. Januar 2012 gab Koskinen bekannt, dass Ultra Bra am 30. Januar 2012 ein Konzert geben würde. Das innerhalb kürzester Zeit ausverkaufte Konzert fand im Rahmen der Veranstaltung Kokoaan suurempi Suomi 2012 statt und unterstützte die Präsidentschaftskampagne von Pekka Haavisto.

## Stil

### Musik
Mit zwischenzeitlich bis zu dreizehn Mitgliedern, davon drei reinen Sängerinnen und zwei Sängern, sowie mehreren zusätzlichen Hintergrundstimmen der Instrumentalisten, haben viele der Lieder der Gruppe musikalisch ein besonderes Augenmerk auf Elementen wie mehrstimmigem Gesang, kanonähnlichen Stellen oder auch dem Wechselgesang mehrerer Erzähler(gruppen). Dieses in Verbindung mit der für Popmusik immer noch reichhaltigen Instrumentierung trug der Band den Ruf, als Lob wie als Vorwurf, ein, oftmals nach Musical-Liedern zu klingen.

### Texte
Textlich bietet Ultra Bra dabei neben Liedern meist klassischen Inhalts (Sinä lähdit pois als ihr bekanntestes Stück beschreibt zum Beispiel ein Beziehungsende) auch Ungewöhnliches und vor allem immer wieder deutliche politische Statements (Ken Saro-Wiwa on kuollut, deutsch „Ken Saro-Wiwa ist tot“, ist unter anderem eine unverhohlene Anklage an Shell, die Finger im Spiel gehabt zu haben). Angesichts der Gründungsgeschichte und der Tatsache, dass mit Anni Sinnemäki (der Frau Kerkko Koskinens) eine Parlamentsabgeordnete des finnischen Grünen Bundes für einen Großteil der Texte verantwortlich zeichnet, und auch die Sängerin Anna Tulusto 1998 ausstieg, um für diese ins Parlament zu ziehen, wenig verwunderlich. Ein weiterer Texter war der Linguist und Kolumnist Janne Saarikivi.

## Spätere Projekte
Viele der Bandmitglieder machen weiterhin Musik. Koskinen hat als Solokünstler zwei Alben veröffentlicht; Kokkonen, Melasniemi, Lehtinen und Saarikivi gründeten die Band Scandinavian Music Group, die drei Alben veröffentlichte. Hovatta, Lehtinen, Virtaperko, Pohjola und Pethman sind ebenfalls in neuen Projekten oder etablierten Bands musikalisch aktiv.

## Diskografie

### Alben
- 1996 Vapaaherran elämää („Das Leben eines Freiherren“)
- 1997 Kroketti („Croquet“)
- 1999 Kalifornia („Kalifornien“)
- 2000 Vesireittejä („Wasserstraßen“)
- 2001 Sinä päivänä kun synnyin („An dem Tag, an dem ich geboren wurde“, Best Of)

### Singles
- 1995 Houkutusten kiihottava maku („Der anregende Geschmack der Versuchung“)
- 1996 Ken Saro-Wiwa on kuollut („Ken Saro-Wiwa ist tot“)
- 1996 Kahdeksanvuotiaana („Mit acht Jahren“)
- 1997 Sinä lähdit pois („Du bist fortgegangen“)
- 1997 Minä suojelen sinua kaikelta („Ich werde Dich vor Allem beschützen“)
- 1998 Savanni nukahtaa („Die Savanne legt sich zur Ruhe“)
- 1998 Tyttöjen välisestä ystävyydestä („Von der Freundschaft zwischen Mädchen“)
- 1999 Hei kuule Suomi („Hei Finnland, hör her“)
- 1999 Ilmiöitä („Zeichen“)
- 2000 Heikko valo („Schwaches Licht“)
- 2000 Kaikki on hetken tässä („In diesem Moment ist alles hier“)
- 2000 Villiviini („Wilder Wein“)
- 2000 Rubikin kuutio („Rubiks Würfel“)

### Weitere Veröffentlichungen
- 2001 Kaikki laulut („Alle Lieder“, Liederbuch)
- 2001 Ultra Bra: Videot 1996-2001 (Musikvideos und Mitschnitte)